# 阿尔法尔纳特
阿尔法尔纳特，是西班牙安达卢西亚自治区马拉加省的一个市镇。 总面积34平方公里，总人口1415人（2001年），人口密度42人/平方公里。